# Fotografiere subacvatică

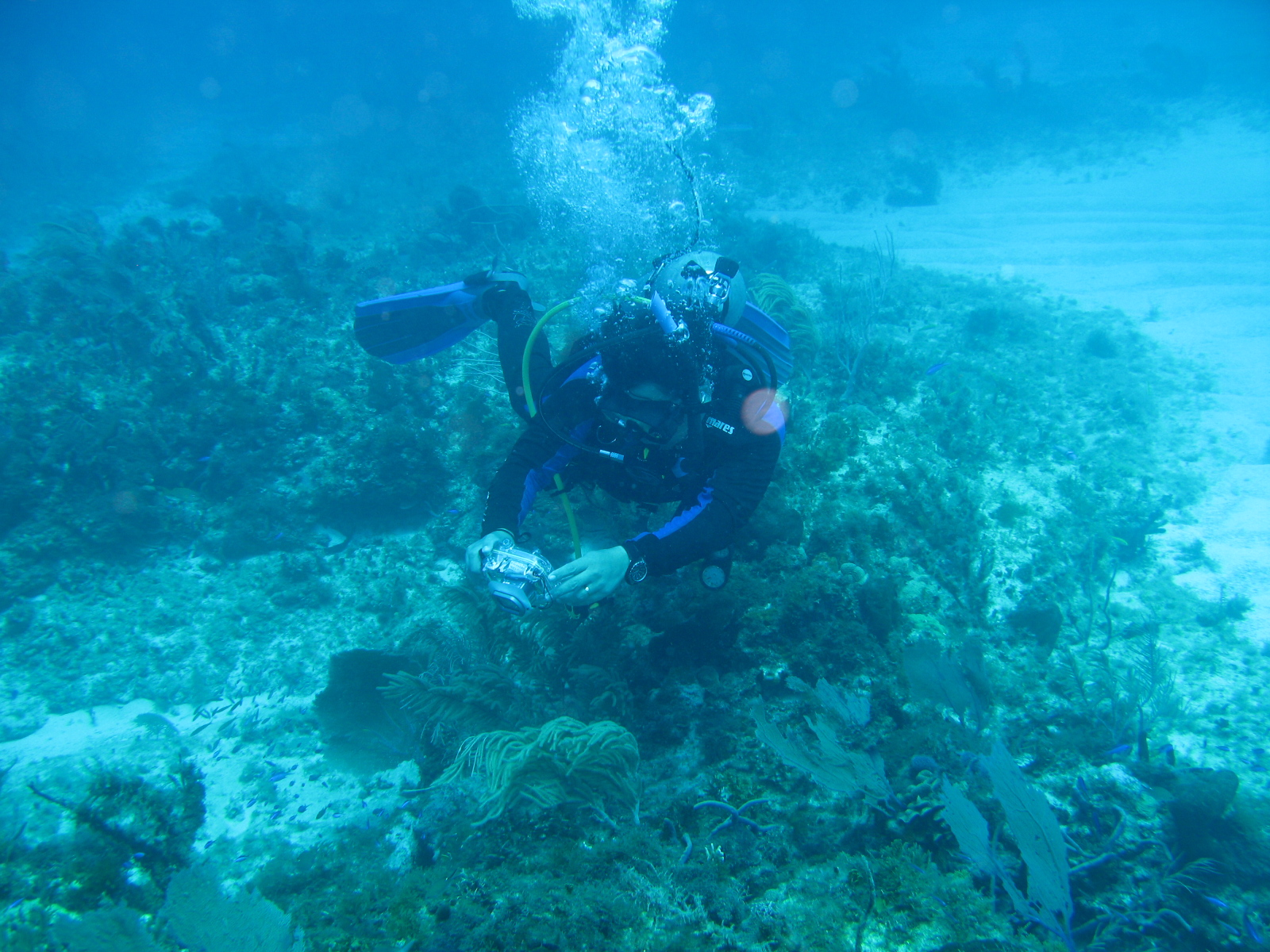
Fotografiere subacvatică

Fotografierea subacvatică reprezintă o activitate efectuată de scafandri ce constă din fixarea pe peliculă fotografică a unor imagini, scene și peisaje subacvatice.
Peisajul submarin, peștii și alte animale, plantele, stâncile, falezele, epavele de nave etc., oferă subiecte deosebit de interesante pentru fotografia subacvatică.
Fotografierea subacvatică reprezintă activitatea cea mai interesantă și mai căutată de către scafandri datorită utilității ei în îmbogățirea cunoștințelor despre faună, floră și resursele încă necunoscute ale mediului acvatic.
Farmecul și ineditul lumii subacvatice atrag scafandrii și trezesc dorința acestora de a aduce din adâncurile apelor mărturii ale celor văzute, atât pentru ei înșiși cât și pentru alți scafandri, dar mai ales pentru cei care nu s-au scufundat niciodată. Pe lângă utilizarea în scop artistic și
sportiv, fotografierea subacvatică reprezintă o tehnică necesară cercetărilor subacvatice din domeniul arheologiei subacvatice, biologiei, ecologiei, geologiei, precum și scufundare profesională.
În fotografia subacvatică sunt larg utilizate tehnici speciale ca macrofotografia, stereofotogrammetria, fotografia în ultraviolet.

## Scurt istoric
Primele încercări în domeniul fotografiei subacvatice au fost făcute între anii 1893-1899 de către francezul Louis Boutan în cadrul stațiunii de cercetări oceanografice de la Banyuls-sur-Mer. Boutan a conceput și realizat niște aparate de fotografiat grele, închise în camere etanșe metalice, manevrate de un scafandru cu echipament greu de scufundare, alimentat cu aer de la suprafață.
Tot Boutan utilizează sub apă în anul 1900 primul flash cu magneziu.
În anul 1923 W.H. Longley și Charles Martin obțin primele fotografii color.
Aceste prime încercări sunt apoi reluate în anul 1936 de către Hans Has care a efectuat fotografii atât în scufundare liberă cât și în scufundare autonomă.
În anii '50 Dimitri Rebikoff creează torpila fotografică, iar R. Ivanoff lentilele corectoare.
Jean de Wouters, inventator belgian, realizează în anul 1957 prima cameră subacvatică etanșă de 35 mm, „Calypso-Phot” care este comercializată din 1961. După aceasta, începând cu anul 1963, firma Nikon dezvoltă primele aparate subacvatice Nikonos.
În România primele fotografii subacvatice au fost relizate în anul 1950 de către ziaristul Frederi Brandrup, apoi de medicul din Cluj Negru Bogdan care a și publicat unele fotografii luate în ape de munte.
În perioada 1956-1959 fotografii subacvatice au fost realizate de fotografii amatori din Timișoara A. Zănescu, Z. Ardeleanu și T. Ardeleanu.
Începând cu anul 1963 C. Ignătescu și Teodor Nalbant publică fotografii subacvatice realizate cu aparatură de concepție originală.
Pentru fotografierea subacvatică există o gamă largă de aparate cu caracteristici diferite, în funcție de scopul urmărit și de calitatea rezultatelor dorite.

## Echipament

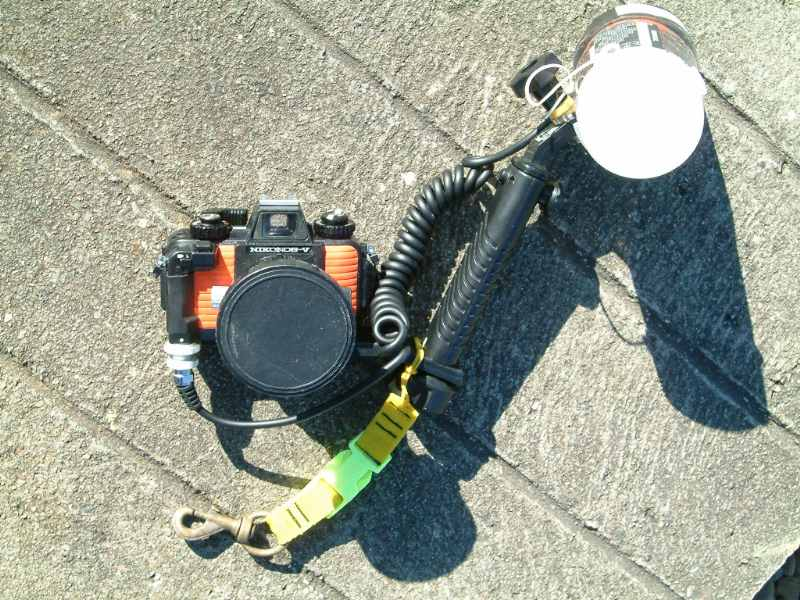
Aparat de fotografiat subacvatic Nikonos 5

Aparatele de fotografiat subacvatice pot fi aparate special construite în acest scop, cu mecanisme și obiective concepute în concordanță cu condițiile subacvatice sau aparate obișnuite introduse în carcase etanșe.
Aparatele de fotografiat de construcție specială sunt de dimensiuni mai mici și pot fi mai bine și mai ușor manevrate, oferind fotografii de o calitate deosebită. Exemple sunt modelele fabricate de Nikonos, Sea & Sea, SeaLife.
Aparatele de fotografiat obișnuite pot da rezultate la fel de bune prin folosirea unei carcase etanșe corespunzătoare.

### Carcasa etanșă

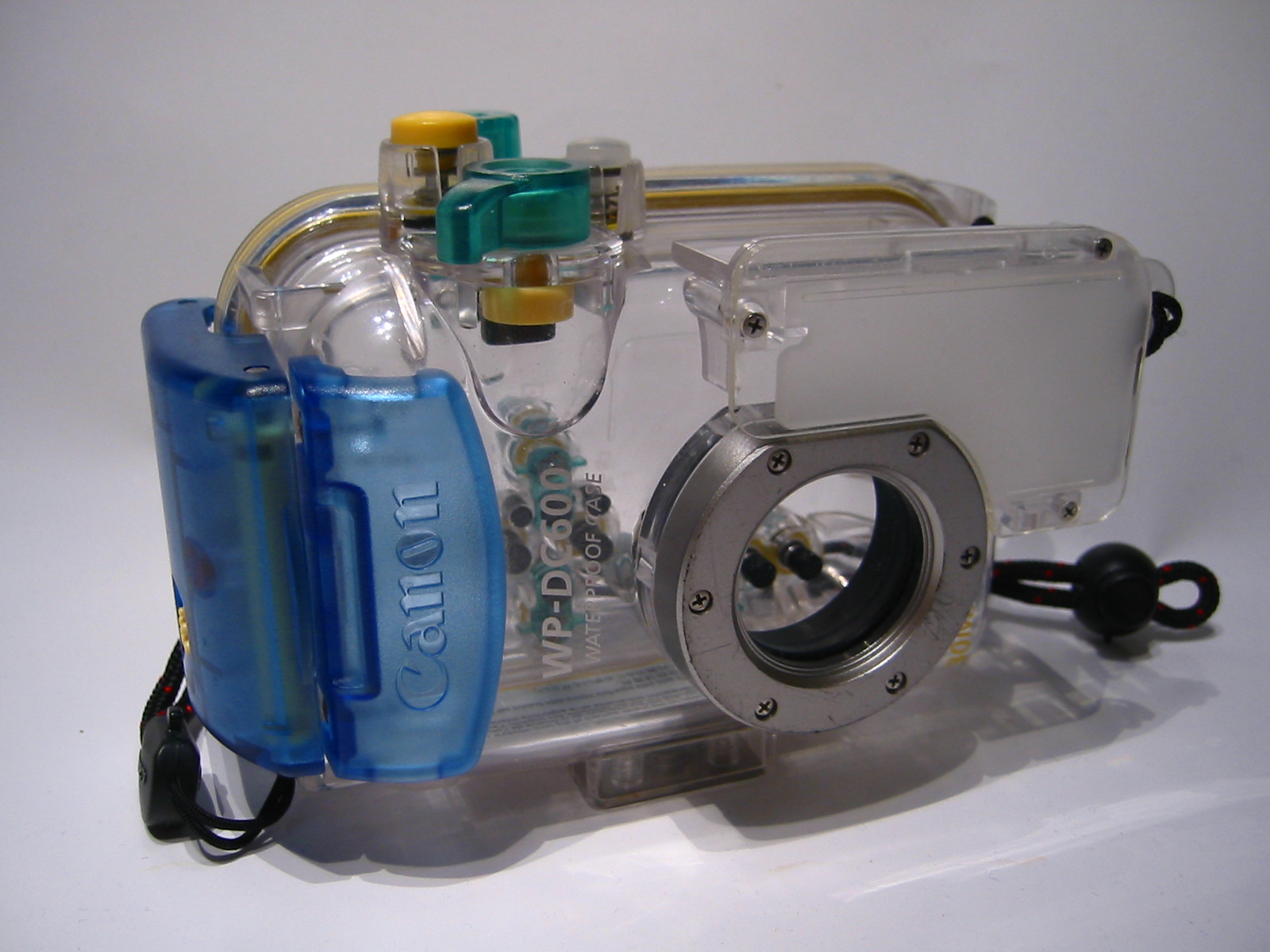
Carcasă etanșă pentru aparat digital Canon

La baza construcției și funcționării oricărei carcase pentru protejarea de apă a unui aparat de fotografiat subacvatic, trebuie să se afle etanșeitatea și rezistența acesteia la presiunea exterioară; carcasa etanșă rigidă, rezistentă la presiunea exterioară a apei prin forma și grosimea pereților ei și care are asigurată etanșeitatea mecanică a transmisiilor pentru comenzi, reprezintă tipul de carcasă cel mai sigur. 

Carcasele sunt fabricate din plexiglas sau aluminiu.
Carcasă prezintă însă dezavantajul că nu poate fi folosită decât împreună cu aparatul de fotografiat pentru care fost concepută și care poate fi „clasic” cu film de 35 mm sau digital.

Carcasele etanșe au flotabilitate aproximativ nulă și pot fi utilizate până la adâncimea de 60 m.

### Filmul
Pelicula fotografică utilizată poate fi alb-negru sau color. În principiu, poate fi folosit orice tip de peliculă, dar la alegerea ei pentru fotografia subacvatică se va ține seama de sensibilitatea acesteia și de condițiile hidrooptice. 

Se pot folosi filme având sensibilitatea cuprinsă între 25 ASA/ISO și 400 ASA/ISO la fotografierea cu flash-ul și 25...1600 ASA/ISO la fotografierea fără sursă artificială de lumină.

Aparatele de fotografiat apărute în ultimul timp (aparatele digitale), folosesc pentru înregistrare carduri de memorie Secure Digital de pe care fotografiile se pot transfera pe un calculator pentru procesare sau imprimare la imprimantă color.

### Iluminarea
Pentru iluminarea artificială sub apă se utilizează faruri sau flash-uri cu lămpi de magneziu sau electronice. 

Pentru a efectua fotografii subacvatice color la adâncimi relativ mari, care să pună în valoare bogăția de culori a plantelor și animalelor acvatice, este indispensabilă folosirea iluminării artificiale a obiectelor și viețuitoarelor care vor fi fotografiate.

Iluminarea artificială este de asemenea necesară și pentru efectuarea fotografiilor alb-negru la adâncimi unde lumina naturală ce pătrunde de la suprafață nu este suficientă. 

Pentru fotografii efectuate în scufundare noaptea, în peșteri subacvatice, la epave, în ape tulburi, precum și în cazul fotografierii de subiecte aflate în mișcare, la care trebuie folosiți timpi de expunere mici, iluminarea artificială este obligatorie.
Realizarea unor fotografii subacvatice de bună calitate depinde de experiența profesională a scafandrului, și de realizarea unei reglări corespunzătoare a aparatului.

## Competiții
Fotografierea subacvatică ca activitate sportivă competițională, a fost dezvoltată începând cu anul 1985 . În prezent, este reglementată de CMAS având regulamente atât pentru fotografierea subacvatică în ape deschise cât și în piscine.
Primul campionat mondial în mare a avut loc în anul 1985 la Genova, Italia, iar în 1997 primul campionat mondial în piscină, la Paris.

## Firme producătoare
- Aquatica Arhivat în 25 ianuarie 2012, la Wayback Machine. Carcase
- Ewa-Marine Carcase
- Ikelite
- Sea and Sea
- SeaLife